# Basílica de São Vital
A Basílica de São Vital (em italiano: Basilica di San Vitale) é o monumento mais famoso de Ravena, Itália e um dos exemplos mais importantes de arte bizantina (e arquitetura) na Europa Ocidental. A basílica é uma das oito construções dos monumentos paleocristãos de Ravena, consideradas Património Cultural da Humanidade pela UNESCO. É dedicada a Vital de Milão.
A Basílica começou a ser construída em 526 d.C., sob ordem do bispo Eclésio, ainda no reinado do ostrogodo Teodorico, o Grande e foi concluída por Maximiniano em 548 d.C., durante o Exarcado de Ravena, já há sete anos sob domínio do Império Bizantino. Não se sabe quem foi o arquiteto da obra.
A igreja tem um plano octogonal em mármore e combina elementos de arquitetura romana (cúpula, forma dos vãos das portas) com elementos bizantinos (abside poligonal, capiteis, tijolos estreitos). Contudo, a basílica é mais famosa por sua riqueza de mosaicos bizantinos, os maiores e mais bem preservados fora de Constantinopla. A Basílica é de extrema importância para a arte bizantina, visto que é a única grande igreja do período do imperador Justiniano que sobreviveu virtualmente intacta até hoje.
A construção foi patrocinada pelo banqueiro grego Juliano Argentário, de quem pouco se sabe, exceto que também tinha patrocinado a construção da Basílica de Santo Apolinário em Classe na mesma época. O imperador bizantino Justiniano deve também ter patrocinado a obra como propaganda de seu governo, a fim de acelerar a incorporação de novos territórios ao império. O banqueiro Juliano Argentário é representado nos mosaicos na corte de dignitários de Justiniano, entre o imperador e o bispo.
As séries de mosaicos representam sacrifícios do Antigo Testamento: a história de Abraão e Melquisedeque, o sacrifício de Isaac, a história de Moisés, Jeremias e Isaías, representações das 12 tribos de Israel, Abel, Caim e o Cordeiro de Deus. Há também mosaicos dos quatro Evangelistas, sob seus símbolos e todos vestidos de branco. Todos os mosaicos foram executados na tradição helenístico-romana: vívidos e imaginativos, com ricas cores e uma certa perspectiva, com vívidas representações da paisagem, plantas e pássaros.
Ao pé da abside estão os dois mosaicos mais famosos, executados em 548, com o Imperador Justiniano, vestido com um manto de cor púrpura e com um halo dourado, ao lado do clero. A semelhança da corte do imperador com Jesus e seus apóstolos marca a simbologia de que o Império Romano tinha se transformado no teocrático Império Bizantino. Do outro lado está a imperatriz Teodora, solene e formal, também com um halo dourado, joias e sua corte. Esses mosaicos são praticamente os únicos exemplos que ainda existem de mosaicos seculares do Império Bizantino.
A basílica foi a inspiração para que Filippo Brunelleschi projetasse a cúpula da Santa Maria del Fiore, em Florença.

## Galeria

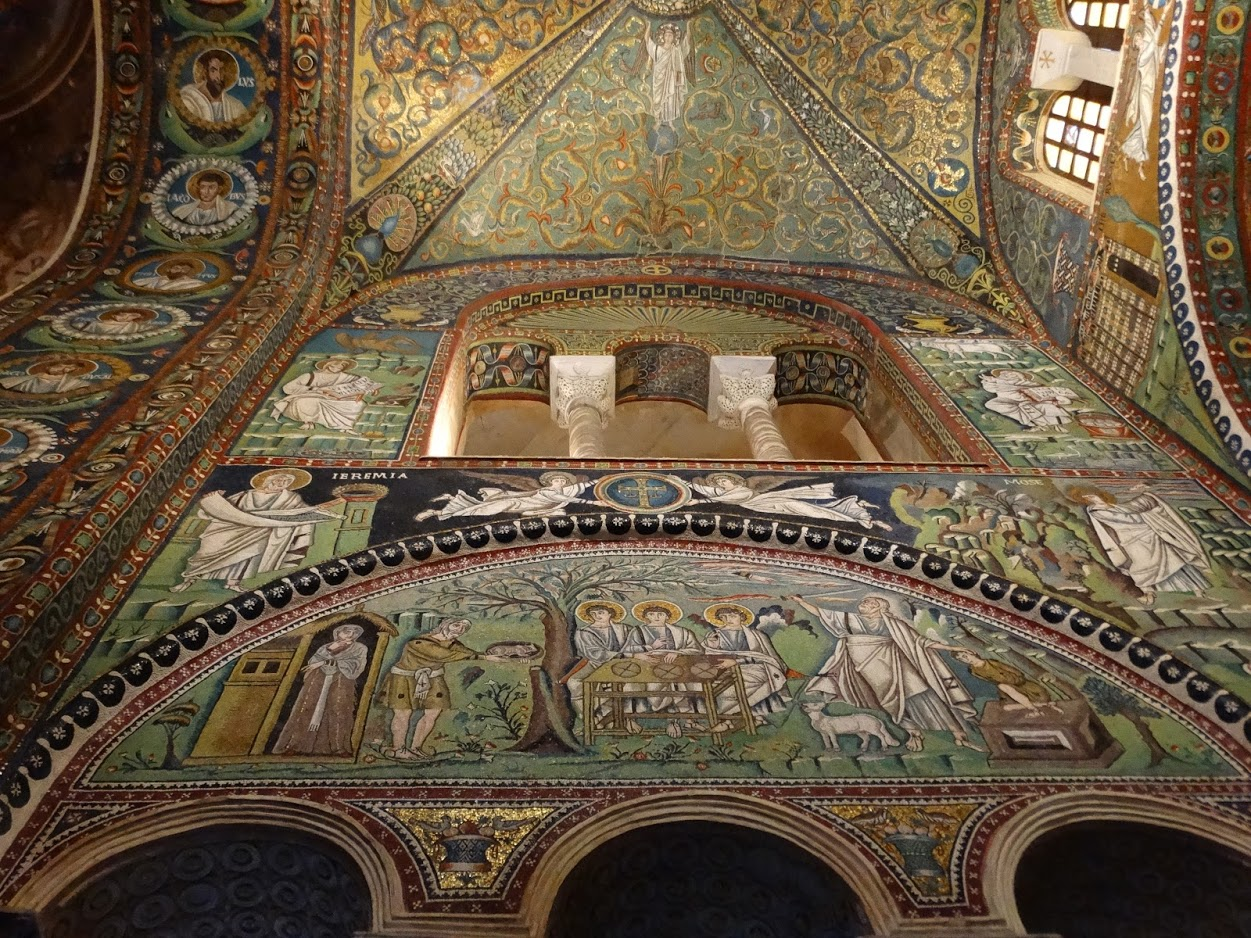
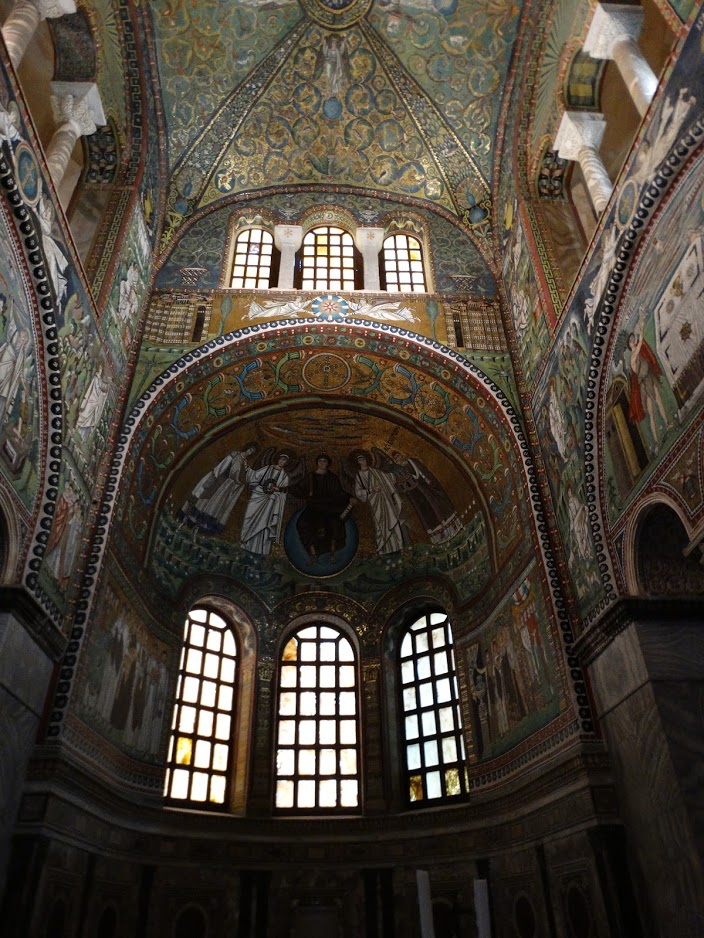
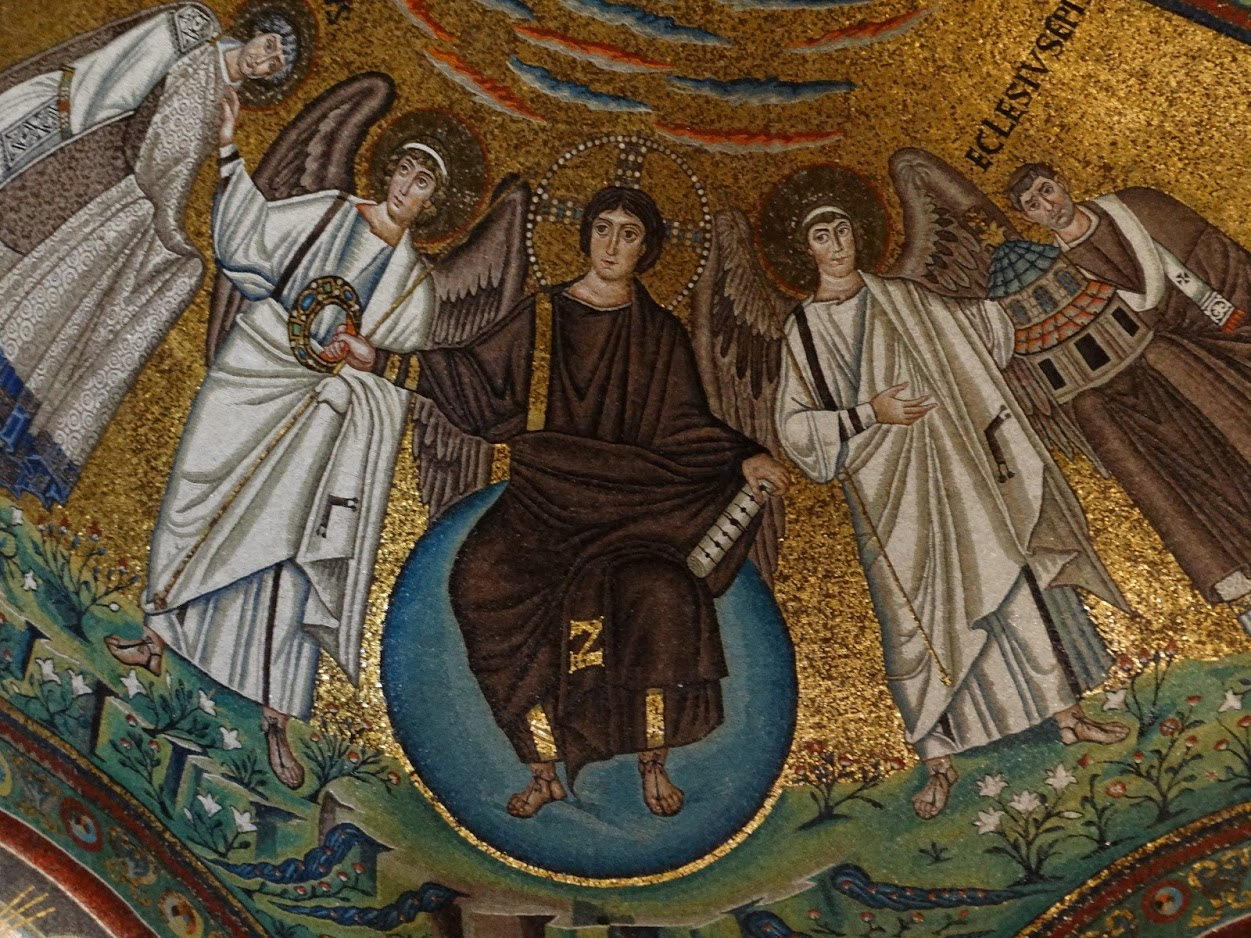
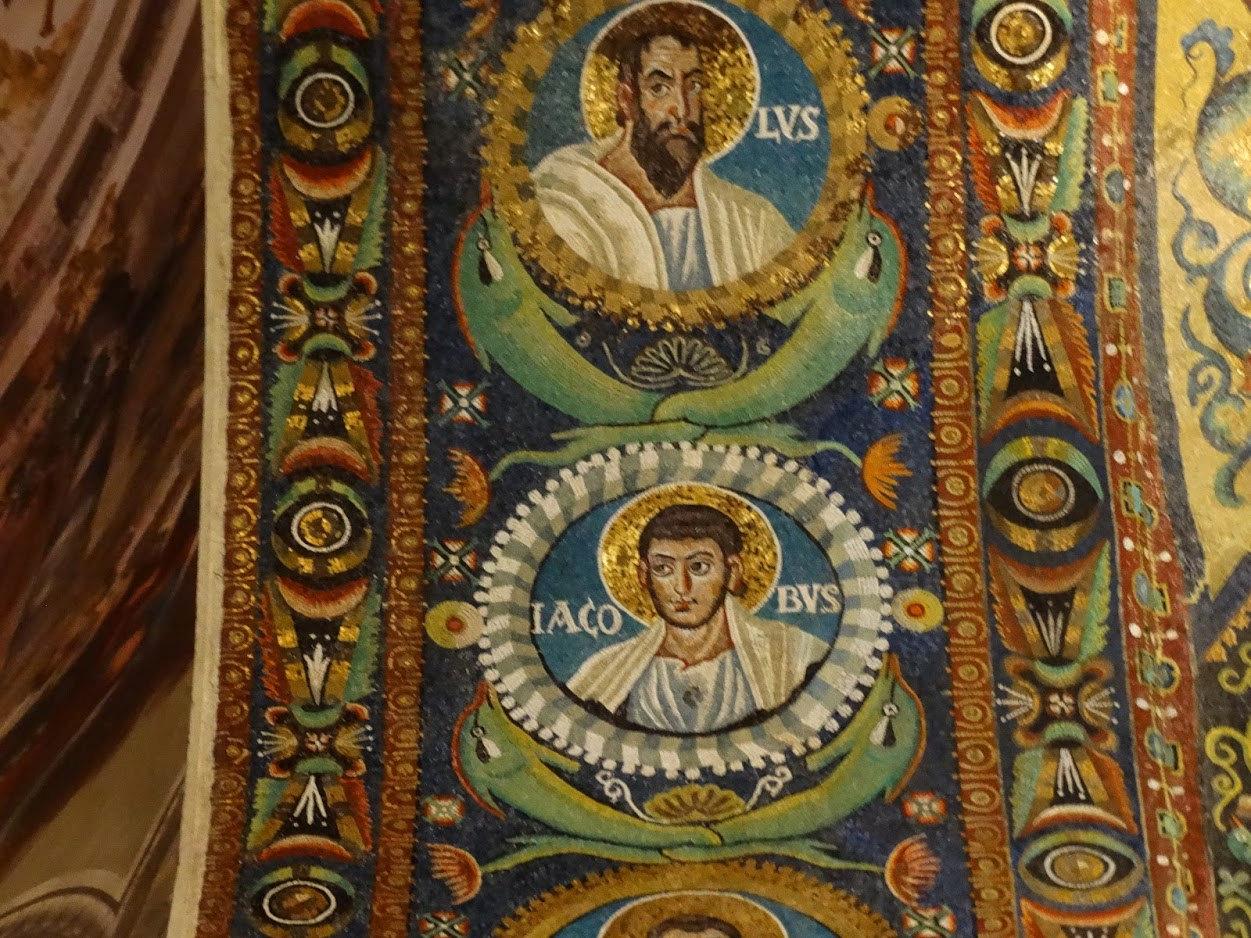
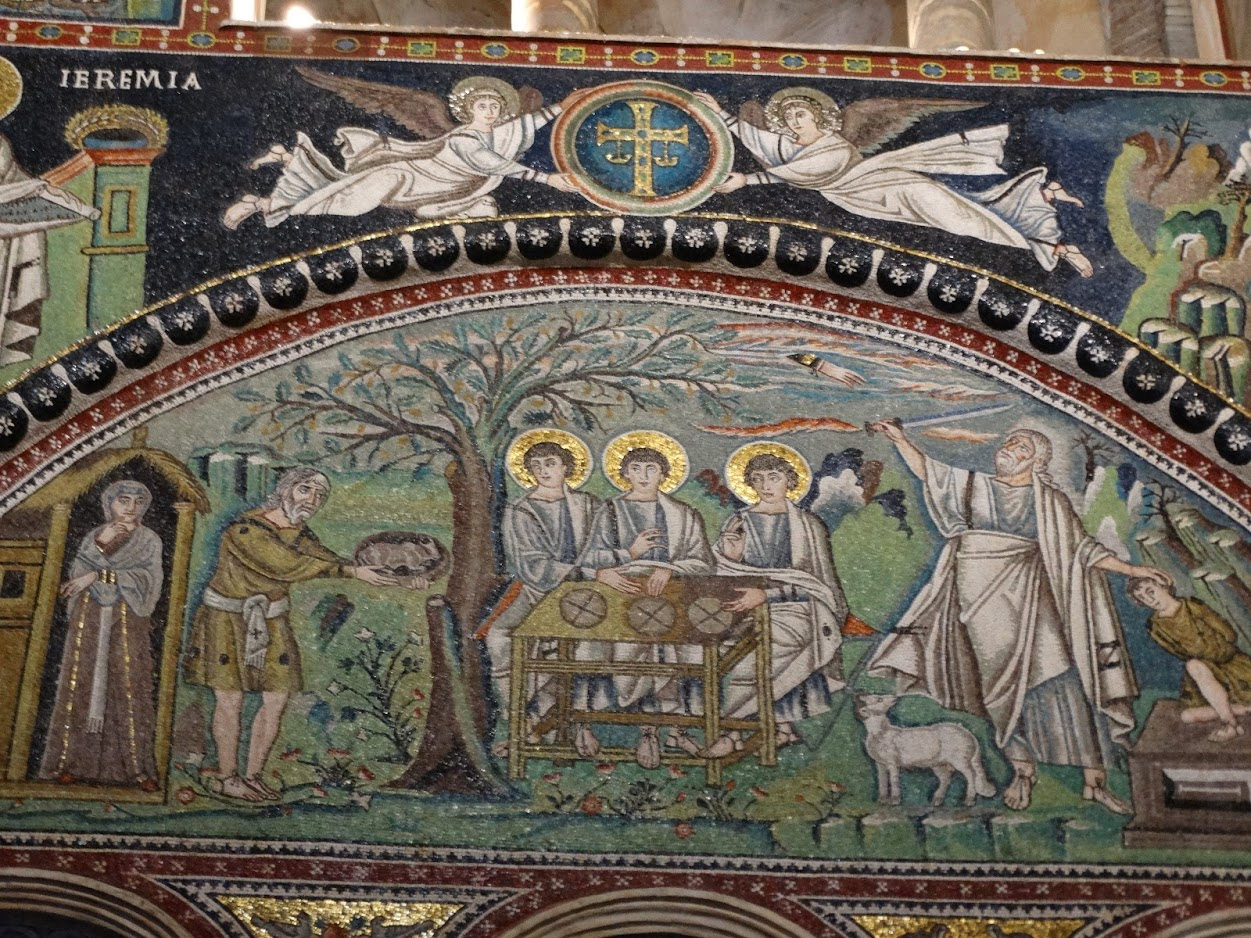

## Mosaicos

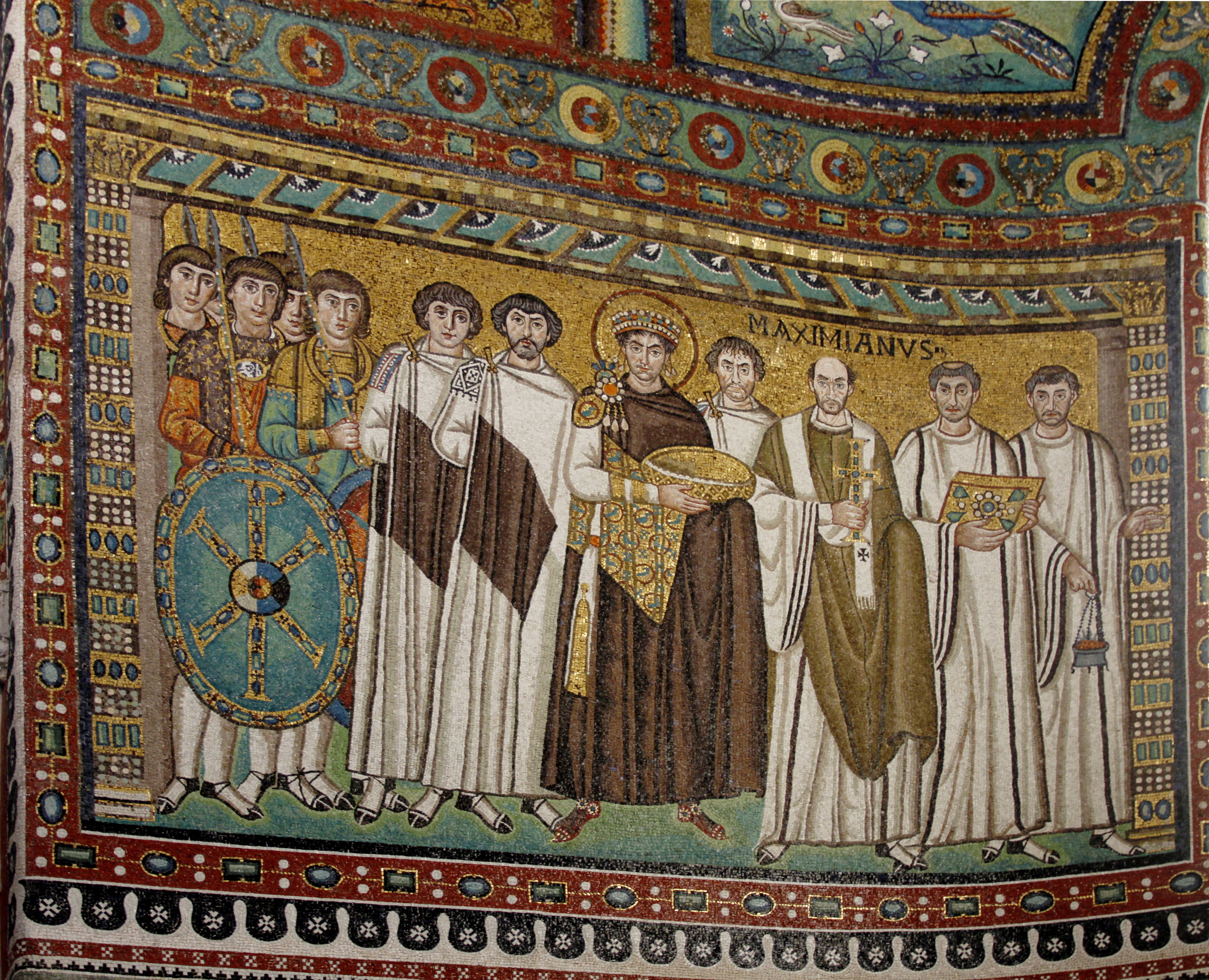
Justiniano
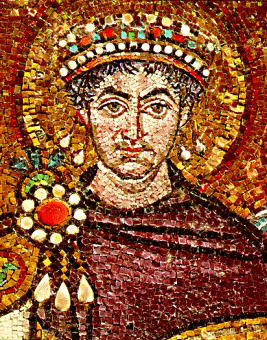
Justiniano
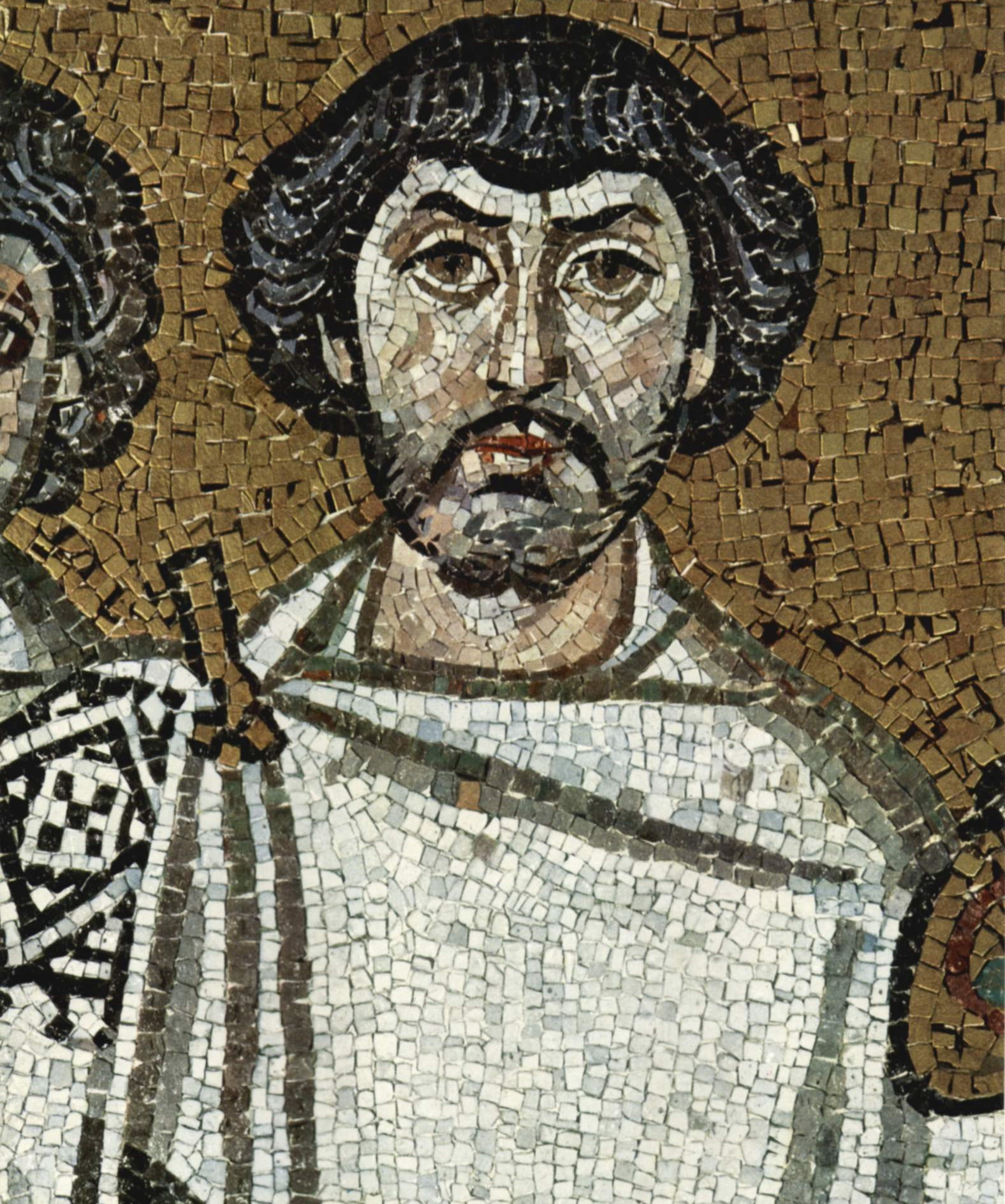
Belisário
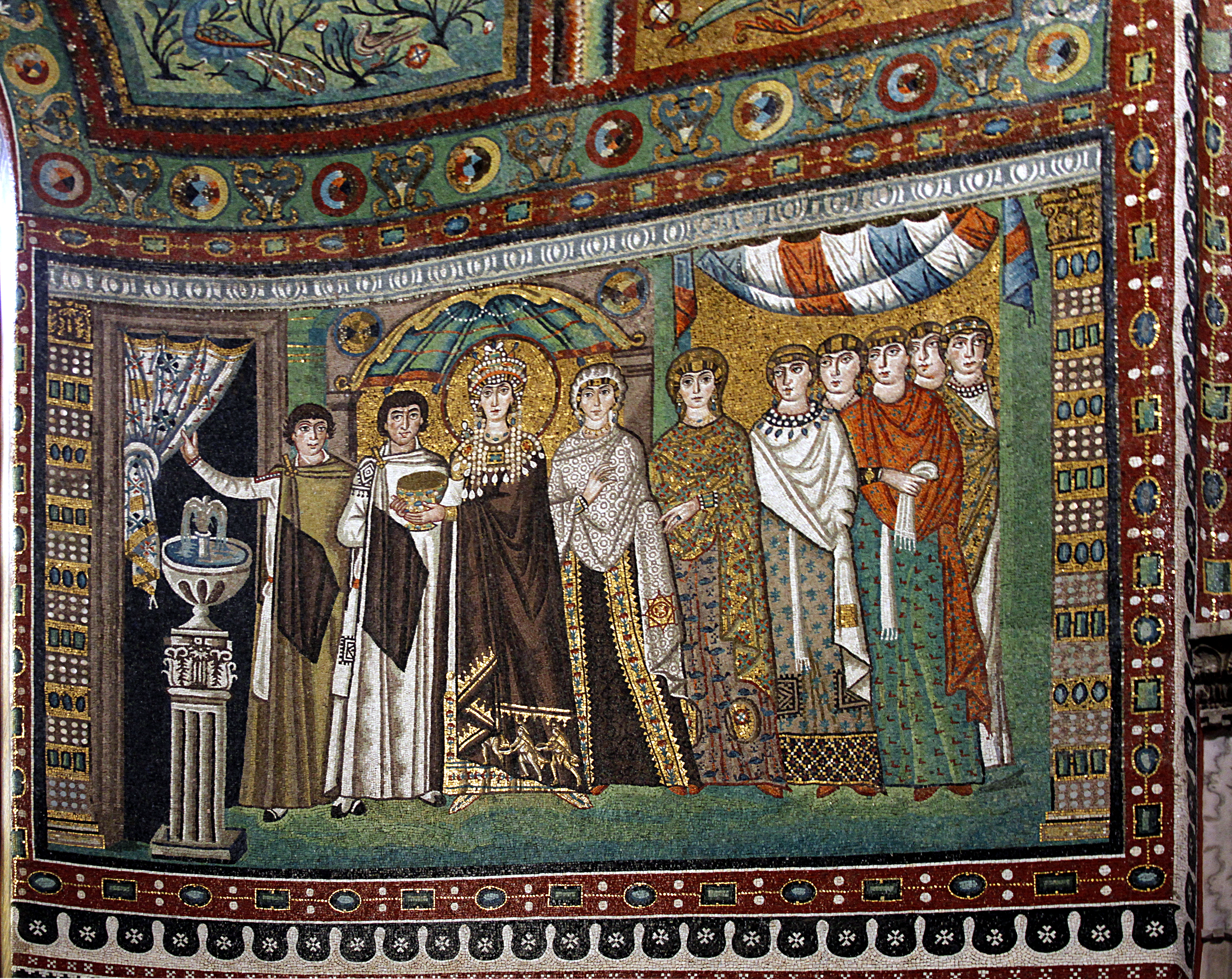
Teodora